# Lotería Nacional de Ecuador
La Lotería Nacional, anteriormente conocida como Lotería de Guayaquil, es el juego de azar de lotería más popular en el Ecuador y uno de los que reparten premios más importantes en ese país. La lotería inicio formalmente mediante su primer sorteo el 21 de octubre de 1894. La organización de este juego de azar está a cargo de la H. Junta de Beneficencia de Guayaquil.

## Historia
La Junta de Beneficencia de Guayaquil tuvo desde finales del siglo XIX la competencia de administración, creación, conservación, mejora y regulación de varios hospitales, manicomios, cementerios, entre otras instituciones guayaquileñas. Al principio, los montos utilizados por la Junta fueron principalmente recaudados por conceptos de donaciones y legados, sin embargo, paulatinamente esos fondo fueron insuficientes para cubrir los gastos y mantenimiento de sus funciones. Ante esta situación la Junta buscó fuentes alternas de ingresos.
El 18 de agosto de 1894 se dictó una ley mediante la cual se creó el Ramo de Loterías de la Junta de Beneficencia de Guayaquil, la cual estaba inicialmente dirigida por José María Sáenz. Como objetivo principal estaba el transformar los fondos recaudados en obras de bien público. Inmediatamente se creó la Lotería de Guayaquil y su primer sorteo se realizó el 21 de octubre del mismo año, la cual consistía en 12.000 billetes de lotería a un precio de S/. 0,20 (veinte centavos de sucre) por fracción, mientras que el premio consistía en S/. 500 (quinientos sucres).
En agosto de 1993, la Lotería de Guayaquil es re-bautizada como Lotería Nacional de la Junta de beneficencia de Guayaquil y lanza su nuevo imagotipo.

## Productos

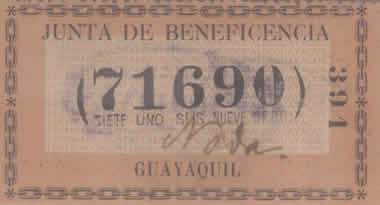
Billete de lotería del sorteo 391 del 22 de enero de 1905 cuyo premio era S/. 1500.

Paralelo al sorteo de "Lotería Nacional" y viendo el éxito de este, la Junta de Beneficencia de Guayaquil optó sacar un nuevo juego de lotería llamado "Lotto", el cual tuvo su primer sorteo efectuado el 23 de septiembre de 1989. Se jugó con 1000000 números o boletos a un precio de S/. 500 (quinientos sucres) y el premio mayor era de S/. 100 000 000 (cien millones de sucres). El 7 de noviembre del 2005 se dio una renovación de imagen de Lotto lanzándose al mercado con nueva publicidad y un plan de premios mejorado, y boletos a nuevos precios.
En 1999 Lotería Nacional introduce al mercado un nuevo juego llamado "Lotería Instantánea", el cual con el tiempo pasó a denominarse como "Las Raspaditas".
El 29 de junio de 2003 se estrenó el sorteo del "Pozo Millonario". Los premios no son fijo debido a la acumulación, por la cual si en una semana no hay un ganador el premio se acumula para el siguiente sorteo. El sorteo es transmitido por televisión mediante un programa de 30 minutos.